# Белизе
Белизе (енгл. Belize) мала је тропска држава у Средњој Америци. Главни град ове државе је Белмопан са 16.451 становника (подаци из 2010. године), док је највећи град који се налази на обали Карипског мора, Белизе са 57.169 становника. Белизе се граничи са Мексиком на северу и Гватемалом на западу и југу, док је на истоку Карипско море. Заузима територију од 22.966 km² и има 347.369 становника по процени из 2015. године. Стопа раста становништва од 1,87% годишње (по процени за 2018. годину) је друга највиша у региону и једна од највиших на западној хемисфери.
Цивилизација Маја проширила се на подручје Белиза између 1500. године п. н. е. и 300 године, и цветала је до око 1200 године. Европски контакт почео је 1502. године када је Кристифор Колумбо пловио дуж Хондурашког залива. Европско истраживање започели су енглески досељеници 1638. године. Овај период обележиле су и Шпанија и Велика Британија, обе од којих су сматрале да имају право на земљу све док Британија није победила Шпанију у Бици код Сент Џорџ Каја (1798). Ова област је британска колонија 1840. године, позната као Британски Хондурас, а крунска колонија 1862. Независност од Уједињеног Краљевства је остварена 21. септембра 1981.
Белизе има разноврсно друштво сачињено од многих култура и језика који одражавају његову богату историју. Енглески је службени језик Белиза, док је белизејски креолски најчешћи народни језик, који је матерњи језик преко трећине становништва. Преко половине становништва је вишејезично, а шпански је други најчешћи говорни језик. Белизе је познат по Септембарским прославама, обимним баријерским коралним гребенима и пунта музици.
Мноштво копнених и морских врста Белиза и разноликост екосистема дају му кључно место у глобално значајном Мезоамеричком биолошком коридору. Белизе се сматра централноамеричком и карипском нацијом која је снажно везана и за америчку и за карипску регију. Ова земља је члан Карипске заједнице (CARICOM), Заједнице латиноамеричких и карипских држава (CELAC) и Централноамеричког система интеграције (SICA). Она је једине земље која има пуно чланство у све три регионалне организације. Белизе је крунска земља Комонвелта са краљем Чарлсом III као монархом и шефом државе.

## Историја

### Рана историја
Цивилизација Маја појавила се пре најмање три миленијума у равничарском подручју полуострва Јукатан и на југу, на подручју данашњег југоисточног Мексика, Белизеа, Гватемале и западног Хондураса. Многи аспекти ове културе опстају на овом подручју, упркос скоро 500 година европске доминације. Пре око 2500. године пре нове ере, неки ловачки и сточни фондови настанили су се у малим пољопривредним селима; припитомили су усеве попут кукуруза, пасуља, тиквица и чили паприке.
Богатство језика и супкултура развијено је у оквиру основне културе Маја. Између око 2500. п. н. е. и 250. године нове ере настале су основне институције цивилизације Маја.

### Цивилизација Маја
Цивилизација Маја проширила се територијом данашњег Белизеа око 1500. п. н. е. и цветала је тамо отприлике до 900. године нове ере. Забележена историја средњег и јужног региона усредсређена је на Каракол, урбано политичко средиште које је могло подржати преко 140 000 људи. Северно од планина Маја, најважнији политички центар био је Ламанаи. У касној класичној ери цивилизације Маја (600–1000 АД), процењује се да је 400 000 до 1 000 000 људи насељавало подручје данашњег Белизеа.
Када су шпански истраживачи стигли у 16. веку, подручје данашњег Белизеа обухватало је три различите територије Маја:
1. Покрајина Четумал, која је обухватала подручје око залива Корозал
2. Провинција Џулуиникоб, која је обухватала подручје између Нове реке и реке Сибун, западно од Типуа
3. јужна територија под контролом Манче К'ол Маја, која обухвата подручје између реке Мајмун и реке Сарстун.

### Рани колонијални период
Шпански конкистадори истражили су земљу и прогласили је делом Шпанског царства, али је нису успели да населе због недостатка ресурса и непријатељских племена Јукатана.
Енглески гусари су спорадично посетили обалу данашњег Белизеа, тражећи заштићени регион из ког би могли да нападну шпанске бродове и посеку дрвеће балвана. Прво британско стално насеље основано је око 1716. године у тадашњем округу Белизе, а током 18. века успоставило је систем који је користио црне робове за сечу дрвећа од сече. Ово је дало драгоцено средство за учвршћивање боја за одећу, и био је један од првих начина за постизање брзе црне боје пре појаве вештачких боја. Шпанци су британским насељеницима дали право да заузму подручје и посеку дрво у замену за њихову помоћ у сузбијању пиратерије.
Британци су први пут именовали надређеног над подручјем Белизеа 1786. Пре тога британска влада није признала насеље као колонију из страха да не изазове шпански напад. Кашњење владиног надзора омогућило је насељеницима да успоставе своје законе и облике владавине. Током овог периода, неколико успешних насељеника стекло је контролу над локалним законодавством, познатим као Јавни скуп, као и над већином земље и дрвећа у насељу.
Током читавог 18. века, Шпанци су нападали Белизе сваки пут када је избио рат са Британијом. Битка- Battle of St. George's Caye била је последње од таквих војних ангажмана, 1798. године, између шпанске флоте и мале снаге Бајмена (Бајмени су први европски досељеници) и њихових робова. Од 3. до 5. септембра, Шпанци су покушали да се пробију кроз плићак Монтего Каје, али су их бранитељи блокирали. Последњи покушај Шпаније догодио се 10. септембра, када су Бајмени одбили шпанску флоту у кратком времену, без познатих жртава ни на једној страни. Годишњица битке проглашена је националним празником у Белизеу и слави се у знак сећања на „прве Белизејце“ и одбрану њихове територије.

### Као део Британске империје
Почетком 19. века, Британци су покушали да реформишу насељенике, претећи да ће обуставити јавни састанак уколико се не придржавају владиних упутстава за потпуно уклањање ропства. После генерације препирки, ропство је укинуто у Британском царству 1833. године. Као резултат способности њихових робова у раду на вађењу махагонија, власници у британском Хондурасу су у просеку добили надокнаду од 53,69 фунти по робу, што је највећи износ плаћен на било којој британској територији.
Међутим, крај ропства мало је променио радне услове бивших робова ако су остали при својој трговини. Низ институција ограничавао је могућност појединаца да купују земљу, у систему дуга и пеонажа. Некадашњи "екстра специјални" секачи махагонија или балвана потпомогли су рано одређивање капацитета (а тиме и ограничења) људи афричког порекла у колонији. Будући да је мала елита контролисала земљу и трговину насеља, бивши робови нису имали другог избора него да наставе да раде на сечи дрва.
1836. године, након ослобађања Средње Америке од шпанске владавине, Британци су затражили право да управљају регионом. 1862. године Велика Британија га је формално прогласила Британском крунском колонијом, подређеном Јамајци, и назвала Британски Хондурас.
Као колонија, Белизе је почео да привлачи британске инвеститоре. Међу британским фирмама које су доминирале колонијом крајем 19. века била је компанија Белизе Естате анд Продуце, која је на крају стекла половину целокупне земље у приватном власништву и на крају елиминисала пеонаж. Утицај компаније Белизе Естате делимично објашњава ослањање колоније на трговину махагонијем током остатка 19. века и прве половине 20. века.
Велика депресија 1930-их проузроковала је скоро колапс економије колоније, док је британска потражња за дрветом нагло падала. Ефекте широко распрострањене незапослености погоршао је разорни ураган који је задесио колонију 1931. године. Перцепције владиног напора за помоћ погоршане су одбијањем легализације синдиката или увођења минималне зараде. Економски услови су се побољшали током Другог светског рата, јер су многи мушкарци из Белизеа ушли у оружане снаге или на други начин допринели ратним напорима.
Након рата, економија колоније је стагнирала. Одлука Британије да обезвреди британски хондурашки долар 1949. погоршала је економске услове и довела до стварања Народног одбора који је тражио независност. Наследник Народног одбора, Народна уједињена странка (ПУП), тражио је уставне реформе којима су бирачка права проширена на све пунолетне особе. Први избори на општем изборном праву одржани су 1954. године и на њима је одлучујуће победио ПУП, започињући период од три деценије у којем је ПУП доминирао политиком земље. Про-независни активиста Џорџ Кејдл Прајс постао је вођа ПУП-а 1956. године, а ефективни шеф владе 1961. године, а на тој функцији би био под разним насловима до 1984. године.
Према новом уставу, Британија је одобрила самоуправу британском Хондурасу 1964. Дана 1. јуна 1973, британски Хондурас је званично преименован у Белизе. Напредак ка независности омео је, међутим, гватемалски захтев за суверенитет над територијом Белизеа.

### Независна држава
Независност је Белизеу додељена 21. септембра 1981. Гватемала је одбила да призна нову државу због дугог територијалног спора са британском колонијом, тврдећи да је Белизе припадао Гватемали. Око 1.500 британских војника остало је у Белизеу како би одвратило све могуће упаде.
Након проглашења независности, Џорџ Прајс (Уједињена странка народа) постаје премијер Белизеа. После избора 1984, на његово место долази Мануел Ескивел (Уједињена демократска странка), који је поново изабран 1989. године. Гватемала оспорава независност нове државе и признаје је тек у септембру 1991. У априлу 1993, потписан је Споразум о ненападању и у мају, исте године, најављено је повлачење британског гарнизона. Мануел Ескивел је опет на власти од 1993. од 1998. године.
Белизе је мала земља која по култури припада англофонским Карибима. Држава настоји да успостави добре односе са суседима у Средњој Америци и да превазиђе унутрашње проблеме везане за долазак избеглица, који представљају велики терет за њена скромна средства. После одласка британске војске 1994. године, развија се привреда (пољопривреда и туризам), а животни стандард становништва знатно се побољшава.

## Географија
Белизе је на карипској обали северне Централне Америке. На северу дели границу са мексичком државом Кујатана Ру, на западу са гватемалским департманом Петен, а на југу са гватемалским департманом Изабал. Источно у Карипском мору, други по дужини корални гребен на свету бочно прекрива већи део од 386 km (240 mi) претежно мочварне обале. Површина државе износи 22.960 km2 (8.860 sq mi), површина нешто већа од Салвадора, Израела, Њу Џерзија или Велса. Много лагуна дуж обала и у северној унутрашњости смањује стварну површину земљишта на 21.400 km2 (8.300 sq mi). То је једина држава Средње Америке која нема пацифичку обалу.
Белизе је обликован као правоугаоник који се протеже око 280 km (170 mi) север-југ и око 100 km (62 mi) исток-запад, са укупном дужином копнене границе од 516 km (321 mi). Валовити токови две реке, Хондо и Сарстун, дефинишу већи део северне и јужне границе земље. Западна граница не прати природне одлике и пролази север-југ кроз низинску шуму и висоравни.
Север Белизеа састоји се углавном од равних, мочварних обалних равница, местимично јако пошумљених. Флора је веома разнолика с обзиром на мало географско подручје. На југу се налази низак планински ланац планина Маја. Највиша тачка у Белизеу је Doyle's Delight на 1.124 м.
Груба географија Белизеа такође је учинила обалу и џунглу земље привлачном за кријумчаре дроге, који земљу користе као улаз у Мексико. 2011. године Сједињене Државе додале су Белизе на листу држава које се сматрају главним произвођачима дрога или транзитним земљама за опојне дроге.

### Заштита животне средине и биодиверзитет
Белизе има богату разноликост дивљих животиња због свог јединственог положаја између Северне и Јужне Америке и широког спектра погодне климе и станишта за живот биљака и животиња. Ниска људска популација у Белизеу и приближно 22.970 km2 (8.870 sq mi) нераспоређене земље чине идеалан дом за више од 5.000 врста биљака и стотине врста животиња, укључујући армадиље, змије и мајмуне.
Cockscomb Basin Wildlife Sanctuary је резерват природе у јужном централном делу Белизеа, основан за заштиту шума, фауне и сливова површине приближно 400 km2 (150 sq mi) на источним падинама планина Маја. Резерват је основан 1990. године као прво уточиште дивљине за јагуаре и један оснивач га сматра главним местом за очување јагуара у свету.
Док је преко 60% површине Белизеа покривено шумом, око 20% земље покривено је обрађеним земљиштем (пољопривреда) и људским насељима. Савана, шипражје и мочвара чине остатак Белизеовог покривача. Важни екосистеми мангрове су такође представљени широм пејзажа Белизеа. Као део глобално значајног мезоамеричког биолошког коридора који се протеже од јужног Мексика до Панаме, биодиверзитет Белизеа - и морски и копнени - богат је богатом флором и фауном.

### Природни ресурси и енергија
Познато је да Белизе има низ економски важних минерала, али ниједан у довољним количинама да оправда рударство. Ови минерали укључују доломит, барит (извор баријума), боксит (извор алуминијума), каситерит (извор калаја) и злато. 1990. године кречњак, који се користио у изградњи путева, био је једини минерални ресурс који се експлоатише било за домаћу, било за извозну употребу.
У 2006. години узгој новооткривене сирове нафте у граду Spanish Lookout представља нове перспективе и проблеме за ову државу у развоју.

#### Корални гребен Белизе
Корални гребен Белизе је низ коралних гребена који се простиру дуж обале Белизеа, отприлике 300 метара од мора на северу и 40 km на југу унутар граница земље. Белизе корални гребен је део од 300 km и дугачак од 900 km мезоамеричког система коралних гребена, који се наставља од Канкуна на североисточном врху полуострва Јукатан преко Ривиере Маја до Хондураса, чинећи га једним од највећих система коралних гребена на свету.
То је врхунска туристичка дестинација у Белизеу, популарна за роњење и роњење с маском, и привлачи готово половину од својих 260.000 посетилаца. Такође је од виталног значаја за његову риболовну индустрију. 1842. године Чарлс Дарвин га је описао као „најзначајнији гребен у Западној Индији."
Белизе корални гребен је УНЕСКО 1996. године прогласио светском баштином због његове рањивости и чињенице да садржи важна природна станишта за очување биодиверзитета.

### Врсте
Белизе корални гребен је дом за велике разноликости биљака и животиња и један је од најразноврснијих екосистема на свету:
- 70 врста тврдог корала
- 36 врста меких корала
- 500 врста риба
- стотине врста бескичмењака

С обзиром да 90% гребена треба још истражити, неки процењују да је откривено само 10% свих врста.

### Конзервација
Белизе је постала прва држава на свету која је у потпуности забранила саобраћај великих бродова који каче морско дно у децембру 2010. У децембру 2015. године, Белизе је забранио бушење нафте на мору у кругу од 1 км од Коралног гребена и свих његових седам места светске баштине.
Упркос овим заштитним мерама, гребен је и даље угрожен океанским загађењем, као и неконтролисаним туризмом, бродарством и риболовом. Остале претње укључују урагане, заједно са глобалним загревањем и последичним порастом температура океана, што узрокује бељење корала. Научници тврде да је преко 40% коралног гребена Белизеа оштећено од 1998.

### Клима
Белизе има тропску климу са израженим влажним и сувим сезонама, иако постоје значајне разлике у временским обрасцима по регионима. Температуре се разликују у зависности од надморске висине, близине обале и умерених ефеката североисточног пасатног ветра у близини Кариба. Просечне температуре у приобалним регионима крећу се од 24 °C у јануару до 27 °C у јулу. У унутрашњости су температуре нешто више, осим на јужним високогорским висоравнима, попут Планинског боровог гребена, где је током године приметно хладније. Све у свему, годишња доба су више обележена разликама у влажности и падавинама него у температури.
Просечне кише знатно варирају, од 1.350 милиметара на северу и западу до преко 4.500 милиметара на крајњем југу. Сезонске разлике у падавинама су највеће у северним и централним регионима земље где између јануара и априла или маја падавине падају мање од 100 милиметара месечно. Сушна сезона је на југу краћа, обично траје само од фебруара до априла. Краћи, мање кишни период, локално познат као „мало суво“, обично се дешава крајем јула или августа, након почетка кишне сезоне.
Урагани су одиграли кључну - и разарајућу - улогу у историји Белизеа. 1931. године неименовани ураган уништио је преко две трећине зграда у граду Белизе и усмртио више од 1.000 људи. 1955. ураган Џенет сравнио је северни град Корозал. Само шест година касније, ураган Хејти погодио је централно обално подручје земље, с ветровима јачим од 300 km/h и олујним плимама од 4 м. Девастација града Белизеа по други пут у тридесет година довела је до пресељења главног града око 80 km у унутрашњост у планирани град Белмопан.
1978. године ураган Грета нанео је штету од 25 милиона америчких долара дуж јужне обале. 9. октобра 2001, ураган Ирис слетио је у Monkey River Town као олуја категорије 4 од 235 km/h. Олуја је срушила већину домова у селу и уништила род банане. 2007. ураган Дин спустио се као олуја категорије 5 само 40 km северно од границе Белизе-Мексико. Дин је нанео велику штету на северу Белизеа.
У 2010. години Белизе је директно погођен ураганом Ричард категорије 2, који се спустио око 32 km југоисточно од града Белизеа око 00:45, 25. октобра 2010. Олуја се преселила у унутрашњост према Белмопану, узрокујући процењену штету од 33,8 милиона БЗ (17,4 милиона УСД 2010), првенствено због штете на усевима и домовима.
Најновији ураган који је погодио нацију био је ураган Нана 2020. године.

## Политика
Белизе је парламентарна уставна монархија. Структура власти заснива се на британском парламентарном систему, а правни систем је направљен по узору на уобичајено право Енглеске. Шеф државе је краљ Чарлс III, која носи титулу краља Белизеа. Краљ живи у Уједињеном Краљевству, а у Белизеу га представља генерални гувернер. Извршну власт врши кабинет, који саветује генералног гувернера, а предводи га премијер Белизеа, који је шеф владе. Министри у влади су чланови већинске политичке странке у парламенту и обично у њој имају изабрана места истовремено са својим позицијама у кабинету.
Дводомна национална скупштина Белизеа састоји се од Представничког дома и Сената. 31 члан дома бира се на највише пет година и уводи законе који утичу на развој Белизеа. Генерални гувернер именује 12 чланова Сената, а председника Сената бирају чланови. Сенат је одговоран за расправу и одобравање закона које је усвојио Дом.
Законодавна власт припада и влади и парламенту Белизеа. Уставне заштитне мере укључују слободу говора, штампе, богослужења, кретања и удруживања. Судство је независно од извршне и законодавне власти.
Именују се чланови независног судства. Правосудни систем укључује локалне суце који су груписани под Суд прекршајног суда, који води мање озбиљне предмете. Врховни суд (главни судија) саслушава убиства и сличне озбиљне случајеве, а Апелациони суд жалбе осуђених лица која траже поништавање казне. Оптужени се могу, под одређеним околностима, жалити на своје случајеве Карипском суду правде.

### Политичка култура
Од 1974, партијским системом у Белизеу доминирају Народна уједињена странка левог центра и Уједињена демократска странка десног центра, иако су друге мале странке у прошлости учествовале на свим нивоима избора. Иако ниједна од ових малих политичких партија никада није освојила ниједан значајан број места и / или канцеларија, њихов изазов расте током година.

#### Спољни послови
Белизе је пуноправни члан Уједињених нација, Комонвелта Нација; Организација америчких држава (ОАС); Централноамерички систем интеграције (СИЦА); Карипска заједница (ЦАРИЦОМ); ЦАРИЦОМ јединствено тржиште и економија (ЦСМЕ); Удружење карипских држава (АЦС); и Карипски суд правде (ЦЦЈ), који тренутно служи као коначни апелациони суд само за Барбадос, Белизе и Гвајану. 2001. године шефови влада Карипске заједнице изгласали су меру којом изјављују да би регион требало да ради на замени британског Судског комитета тајног савета са Карипским судом правде. Још увек је у процесу приступања ЦАРИЦОМ уговорима, укључујући трговинске уговоре и уговоре о јединственом тржишту.
Белизе је првобитни члан (1995) Светске трговинске организације (ВТО) и активно учествује у њеном раду. Пакт укључује подгрупу Карипског форума (ЦАРИФОРУМ) Групе афричких, карипских и пацифичких држава (АЦП). ЦАРИФОРУМ је тренутно једини део ширег блока АКП који је закључио пуни регионални трговински пакт са Европском унијом.
Гарнизон британске војске у Белизеу користи се првенствено за обуку ратовања у џунгли, са приступом преко 13.000 km² терена џунгле.

### Проблем са границом
Током историје Белизеа, Гватемала је полагала право на суверенитет на целој територији Белизеа или на његовом делу. Ова тврдња се повремено одражава на мапама које је нацртала влада Гватемале, приказујући Белизе као двадесет и треће одељење Гватемале.
Територијални захтев Гватемале укључује приближно 53% копна Белизеа, што укључује значајне делове четири округа: Белизе, Кајо, Стен Крик и Толедо. Отприлике 43% становништва земље (≈154.949 Белизеа) живи у овом региону.
Од 2020. године, гранични спор са Гватемалом остаје нерешен и споран. Претензија Гватемале на територију Белизеа делимично почива на клаузули 7. англо-гватемалског споразума из 1859. године, која је обавезивала Британце да граде пут између града Белизеа и Гватемале. У различито време, питање је захтевало посредовање Уједињеног Краљевства, шефова влада Карипске заједнице, Организације америчких држава (ОАС), Мексика и Сједињених Држава. Међутим, 15. априла 2018. године влада Гватемале одржала је референдум како би утврдила да ли земља треба да поднесе територијални захтев за Белизе Међународном суду правде (МСП) ради решавања дугогодишњег питања. Гватемалци су 95% гласали са тим поводом. Сличан референдум требао је бити одржан у Белизеу 10. априла 2019, али је судска пресуда довела до његовог одлагања. Референдум је одржан 8. маја 2019. године, а 55,4% бирача одлучило се да ствар пошаље МСП-у.
Обе земље су поднеле захтеве МСП-у (2018. и 2019. године), а МСП је наложио да се почетни поднесак Гватемале поднесе до децембра 2020, а одговор Белизеа до 2022.

### Аутохтони народи траже земљиште
Белизе је подржала Декларацију Уједињених нација (УН) о правима аутохтоних народа 2007. године, којом су успостављена законска права на земљиште за аутохтоне групе. Остали судски случајеви потврдили су ова права попут одлуке Врховног суда Белизеа из 2013. године да потврди пресуду из 2010. године која признаје уобичајене наслове земљишта као заједничко земљиште за аутохтоне народе. Још један такав случај је наредба Карипског суда правде (ЦЦЈ) из 2015. године о влади Белизеа, која је предвиђала да земља развије земљишну књигу како би класификовала и вршила традиционално управљање над земљама Маја. Упркос овим пресудама, Белизе је постигао мали напредак у подршци земљишним правима аутохтоних заједница; на пример, у две године од одлуке ЦЦЈ, влада Белизеа није успела да покрене земљишну књигу Маја, што је подстакло групу да предузме мере у своје руке.
Потребно је испитати тачне последице ових случајева. Од 2017. године, Белизе се још увек бори да призна аутохтоно становништво и њихова права. Према добровољном националном извештају на 50 страница који је Белизе креирала о свом напретку ка УН-овим циљевима одрживог развоја до 2030. године, домородачке групе уопште нису урачунате у индикаторе земље. Заправо, Креоли и Гаринагу нису укључени у документ, а Маје и Местици јављају се само једном током целог извештаја. Тек ће се видети да ли ће влада Белизеа нагласити последице територијалног захтева на права аутохтоних земљишта пре гласања на референдуму 2019.

## Привреда
Белизе има малу, углавном приватну привреду која се заснива првенствено на пољопривреди, агроиндустријској индустрији и продаји робе, при чему туризам и грађевинарство недавно попримају већи значај. Земља је такође произвођач индустријских минерала, сирове нафте и нафте. Од 2017. године производња нафте износила је 320 m³. У пољопривреди, шећер, као и у колонијално доба, остаје главна култура, чинећи скоро половину извоза, док је индустрија банана највећа.
Влада Белизеа суочава се са важним изазовима за економску стабилност. Обећане су брзе акције за побољшање наплате пореза, али недостатак напретка у обуздавању потрошње могао би да изврши притисак на курс. Туристички и грађевински сектор ојачали су почетком 1999. године, што је довело до прелиминарне процене оживљеног раста од четири процента. Инфраструктура остаје главни изазов економског развоја; Белизе има најскупљу електричну енергију у региону. Трговина је важна и главни трговински партнери су Сједињене Државе, Мексико, Уједињено Краљевство, Европска унија и ЦАРИЦОМ.
Белизе се налази на обали Централне Америке. На основу свог положаја, популарно је одредиште за одмор. Међутим, такође због свог положаја, тренутно постаје познато на глобалној сцени по привлачењу многих субјеката трговине дрогом у Северној Америци. Валута Белизе везана је за амерички долар. То мами трговце дрогом и праонице новца који желе да користе банкарски систем. Поред тога, банке у Белизеу нуде нерезидентима могућност отварања рачуна. Због тога многи трговци дрогом и перачи новца користе банке у Белизеу. Као резултат тога, Стејт департмент Сједињених Држава недавно је Белизе прогласио једном од светских „главних земаља прања новца“.

### Туризам
Комбинација природних фактора - клима, Белизе корални гребен, преко 450 приобалних обала (острва), одличан риболов, сигурне воде за пловидбу, роњење, роњење с маском, бројне реке за рафтинг и кајак, разне резерве џунгле и дивљих животиња. фауна и флора, за планинарење, посматрање птица и обилазак хеликоптером, као и многа места Маја - подржавају напредну индустрију туризма и екотуризма. Такође има највећи систем пећина у Централној Америци.
Трошкови развоја су високи, али влада Белизеа поставила је туризам својим другим развојним приоритетом након пољопривреде. У 2012. години доласци туриста износили су 917.869 (са око 584.683 из Сједињених Држава), а приходи од туриста износили су преко 1,3 милијарде долара.

### Транспорт
Већина Белизеа путује по земљи користећи јавне аутобусе као свој примарни вид превоза. У већим градовима, као што су Белизе Сити или Белмопан, постоје аутобуске станице. У мањим местима постоје аутобуска стајалишта. Међутим, најчешћи начин хватања аутобуса је обележавањем на путу. На северним аутопутевима и аутопутевима Џорџ Прајс аутобуси су чешћи него на мањим аутопутевима и другим путевима. На неким локацијама, попут малих градова, аутобуси могу возити само једном дневно. Аутобуси су класификовани или као редовне вожње (уобичајене цене) или као брзе вожње (брже, за нешто више цене). Неки Белижани више воле вожњу бициклима због саобраћаја или доба дана. Многи аутобуси су хртови или школски аутобуси, мада новији брзи аутобуси саобраћају кроз два главна аутопута.

## Становништво
Колонизација, ропство и имиграција су имале велики утицај на етнички састав становништва. Белизе има 347.369 становника, од чега је 77% писмено, просечна старост становништва је 21. година, а животни век 68 година. 
Површина Белизеа је 22.966 km². Просечна густина насељености је 9 становника по km².
Званични језик је енглески, али се уз њега говоре и шпански и маја. 44.519 држављана Белизеа говори неки од домородачких језика као матерњи (15,2%), а најраспрострањенији је квекчи мајански (17.581). Слобода вероисповести је загарантована. Највећи део становништва припада католичкој вероисповести (60%).

### Етничке групе
Сматра се да су Маје биле у Белизеу и региону Јукатан од другог миленијума пре нове ере; међутим, већи део првобитне популације Маја у Белизеу избрисан је сукобима између стално зараћених племена. Било је много оних који су умрли од болести након контакта и инвазије Европљана. Три групе Маја сада насељавају земљу: Јукатек (који су дошли из Јукатана у Мексику, да би избегли дивљи Кастијски рат 1840-их), Мопан (староседеоци из Белизеа, али Британци су их избацили у Гватемалу због пљачкашких насеља; вратили су се у Белизе да би избегли поробљавање Гватемалаца у 19. веку) и К'екчи '(такође побегли из ропства у Гватемали у 19. веку). Потоње групе углавном се налазе у округу Толедо. Маје говоре свој матерњи језик и шпански, а такође течно говоре енглески језик и белизе криол.

#### Креоли
Креоли, познати и као криоли, чине отприлике 21% становништва Белизеа и око 75% дијаспоре. Они су потомци власника робова Бајмена и робови доведени у Белизе у сврху индустрије сече дрвећа. Ови робови су на крају били западног и централноафричког порекла (многи такође порекла Мискита из Никарагве) и рођени Африканци који су провели врло кратке периоде на Јамајци и Бермудима. Оточани Бајмени и етнички Јамајканци дошли су крајем 19. века, додајући даље овим већ различитим народима, стварајући ову етничку групу. Неки домороци, чак и са плавом косом и плавим очима, могу се назвати Креолима.
Креолски енглески језик или криол из Белизеа развио се током ропства, а историјски су га говорили само бивши робови. Међутим, ова етничка припадност постала је саставни део белизејског идентитета и као резултат тога сада говори око 45% Белизеја. Креолски језик- белизеан, потиче углавном из енглеског језика. Његови супстратни језици су индијански језик Мискито и различити западноафрички и банту језици које су у земљу унели робови. Креоли се налазе широм Белизеа, али претежно у урбаним срединама као што су Белизе Сити, приморски градови и села и у долини реке Белизе.

#### Гаринагу
Гаринагу (Гарифуна), са око 4,5% становништва, народ је са пореклом из западне / централне Африке, Аравака и острвске Кариба. Иако су били заробљени удаљени из својих домовина, ти људи никада нису документовани као робови. Две преовлађујуће теорије су да су 1635. године или преживели два забележена бродолома или су некако преузели брод којим су дошли.
Током историје погрешно су означавани као црне карибе. Када су Британци преузели Свети Винсент и Гренадини након Паришког споразума 1763. године, супротставили су им се француски насељеници и њихови савезници из Гаринагуа. Гаринагу се на крају предао Британцима 1796. Британци су одвојили Гарифуне већег афричког изгледа од оних аутохтоних. 5.000 Гаринагуа је прогнано са гренадинског острва Балисо. Међутим, само око 2.500 њих преживело је путовање до Роатана, острва уз обалу Хондураса. Језик Гарифуна припада породици језика Аравакан, али има велики број позајмљеница са карипских језика и са енглеског.
Пошто је Роатан био премален и неплодан да би издржавао њихово становништво, Гаринагу је поднео молбу шпанским властима Хондураса да им се дозволи да се населе на копненој обали. Шпанци су их запослили као војнике, а раширили су се дуж карипске обале Централне Америке. Гаринагу су се населили у Сејн Бигт, Пунта Горда и Пунта Негра, Белизе, обалу Хондураса већ 1802. Међутим, у Белизеу је 19. новембра 1832. године званично признат као „Дан насеља Гарифуна“ у Дангриги.
Према једној генетској студији, њихово порекло је у просеку 76% подсахарске Африке, 20% Аравака / острвске карибе и 4% Европљана.

#### Местици
Местици су људи мешовитог порекла-шпанског и маја порекла. Првобитно су дошли у Белизе 1847. године, да би избегли рат из касти, који се догодио када су се хиљаде Маја дигле против државе у Јукатану и масакрирали преко једне трећине становништва. Преживели су побегли преко граница на британску територију. Местици се налазе свуда у Белизеу, али већина своје домове прави у северним окрузима Корозал и Оранџ Валк. Неки други местици су долазили из Салвадора, Гватемале, Хондураса и Никарагве. Местици су највећа етничка група у Белизеу и чине приближно половину становништва. Градови Местика усредсређени су на главни трг, а друштвени живот усредсређен је на католичку цркву саграђену на једној његовој страни.
Шпански је главни језик већине Местика и шпанских потомака, али многи течно говоре енглески и белизе криол. Због утицаја Криола и енглеског језика, многи Местици говоре оно што је познато као „кухињски шпански“. Мешавина латинске и мајске хране попут тамалеса, ескабешеа, чирмолеа, релена и емпањада долазила је са њихове мексичке стране, а кукурузне тортиље делила су Маје. Музика углавном долази из маримбе, али свирају и певају са гитаром. Плесови изведени на сеоским фештама укључују Хог-Хеад, Запатеадос, Местизада, Пасо Добле и многе друге.

#### Менонити
Већину менонитског становништва чине такозвани руски менонити немачког порекла који су се настанили у Руском царству током 18. и 19. века. Већина руских менонита живи у менонитским насељима попут Шпанског видиковца, бродоградилишта, Малог Белизеа и Блу Крика. Постоје и неки углавном пенсилванијски менонити старога поретка који говоре немачки, а који су дошли из Сједињених Држава и Канаде крајем 1960-их. Живе првенствено у Упер Бартон Крику и сродним насељима. Ови менонити привукли су људе из различитих анабаптистичких средина који су формирали нову заједницу. Изгледају прилично слично Амишима старог поретка, али се разликују од њих.

#### Остали
Преосталих 5% становништва чине Индијанци, Кинези, Белци из Уједињеног Краљевства, Сједињених Држава и Канаде и многе друге стране групе доведене да помогну развоју земље. Током 1860-их, велики прилив Источних Индијанаца који су провели кратке периоде на Јамајци и амерички ветерани грађанског рата из Луизијане и других јужних држава основали су конфедерацијска насеља у британском Хондурасу и увели комерцијалну производњу шећерне трске у колонију, успостављајући 11 насеља у унутрашњости. У 20. веку дошло је више азијских досељеника из континенталне Кине, Јужне Кореје, Индије, Сирије и Либана. Саид Муса, син имигранта из Палестине, био је премијер Белизеа од 1998. до 2008. године. Средњоамерички имигранти из Салвадора, Гватемале, Хондураса и Никарагве, а исељени Американци и Африканци такође су почели да се насељавају у земљу.

### Миграције
Креоли и друге етничке групе емигрирају углавном у Сједињене Државе, али и у Уједињено Краљевство и друге развијене нације ради бољих прилика. На основу најновијег америчког пописа, број Белижана у Сједињеним Државама је отприлике 160 000.
Због сукоба у суседним државама Централне Америке, избеглице Местика из Салвадора, Гватемале и Хондураса побегле су у Белизе у значајном броју током 1980-их и значајно су допринеле овој групи. Ова два догађаја мењају демографију нације у последњих 30 година.

### Језици
Енглески је службени језик Белизеа. Ово потиче из тога што је држава бивша британска колонија. Белизе је једина држава у Централној Америци чији је енглески службени језик. Такође, енглески је основни језик јавног образовања, владе и већине медија. Отприлике половина Белизеа, без обзира на етничку припадност, говори углавном креолском језгром са енглеским именом Белизе креол (или криол). Иако се енглески језик широко користи, криол се говори у свим ситуацијама, било у неформалном, формалном, социјалном или међуетничком дијалогу, чак и на састанцима Представничког дома.
Отприлике 50% Белижана самоидентификује се као Местици,Латиноамериканци или Хиспаници, а 30% говори шпански као матерњи језик. Када је Белизе био британска колонија, шпански је био забрањен у школама, али данас се широко учи као други језик. „Кухињски шпански“ је средњи облик шпанског помешаног са белизанским креолским језиком, којим се говори у северним градовима попут Корозала и Сан Педра.
Преко половине становништва је вишејезично. Будући да је мала, мултиетничка држава, окружена државама које говоре шпански, вишејезичност се снажно подстиче.
Пошто народ Белизеа има разноврсно порекло, у Белизеу се прича шпански, енглески, немачки и разни староседелачки језици попут језика Маја и језика Гарифуна.

### Религија
Према попису становништва из 2010. године, 40,1% Белижана су римокатолици, 31,8% су протестанти (8,4% пентекосталци; 5,4% адвентисти; 4,7% англиканци; 3,7% менонита; 3,6% баптисти; 2,9% методисти; 2,8% Назарећанина), 1,7% су Јеховини сведоци, 10,3% се придржава других религија (религија Маја, религија Гарифуна, Обеах и Миализам, и мањине Цркве Исуса Христа, хиндуисти, будисти, муслимани, Бахаци, Растафаријци и други) а 15,5% се изјашњава као нерелигиозно.
Поред католика, увек је постојала велика пратећа протестантска мањина. Британски, немачки и други насељеници донели су је у британску колонију Британски Хондурас. Од почетка је углавном био англиканске и менонитске природе. Протестантска заједница у Белизеу искусила је велики прилив пентекостала и адвентиста седмог дана везан за недавно ширење различитих евангеличких протестантских деноминација широм Латинске Америке. Географски гледано, немачки менонити живе углавном у сеоским окрузима Кајо и Оранџ Валк.
Грчка православна црква је присутна у Санта Елени.

### Здравље
Белизе има високу преваленцију заразних болести као што су респираторне болести и цревне болести.

### Образовање
Бројни вртићи, средње и терцијарне школе у Белизеу пружају квалитетно образовање за ученике - углавном финансиране од владе. Белизе има десетак институција терцијарног нивоа, од којих је најистакнутији Универзитет у Белизеу, који је настао из Универзитетског колеџа у Белизеу, основаног 1986. године.
Образовање у Белизеу је обавезно између 6 и 14 година. Од 2010. године стопа писмености у Белизеу процењена је на 79,7%,једна од најнижих на западној хемисфери.
Образовна политика тренутно следи „Стратегију сектора образовања 2011–2016“, која поставља три циља за наредне године: Побољшање приступа, квалитета и управљања образовним системом пружањем техничког и стручног образовања и обуке.

### Криминал
Белизе има релативно високе стопе насилног криминала. Већина насиља у Белизеу потиче од банда, која укључује трговину дрогом и људима, заштиту путева кријумчарења дроге и обезбеђивање територије за трговину дрогом.
У 2018. години забележена су 143 убиства у Белизеу, чиме је земља добила стопу убистава од 36 убистава на 100.000 становника, једно од највиших на свету, али ниже од суседних земаља Хондураса и Ел Салвадора. Округ Белизе (који садржи град Белизе) имао је до сада највише убистава у поређењу са свим осталим окрузима. 2018. године 66% убистава догодило се у округу Белизе. Насиље у граду Белизе (посебно у јужном делу града) углавном је последица ратовања банди.
У 2015. години забележено је 40 случајева силовања, 214 пљачки, 742 провале и 1027 случајева крађе.
Полицијска управа у Белизеу спровела је многе заштитне мере у нади да ће смањити велики број кривичних дела. Те мере укључују додавање додатних патрола на „вруће тачке“ у граду, прибављање више ресурса за решавање тешке невоље, стварање програма „Учини праву ствар за омладину у ризику“, стварање телефона за информације о криминалу, стварање Одбора за развој грађана Јабра, организација која помаже младима и многе друге иницијативе. Полиција Белизеа започела је божићну кампању против криминала усмерену на криминалце; као резултат тога, стопа криминала је опала у том месецу. 2011. влада је успоставила примирје између многих главних банди, снижавајући стопу убистава.

### Друштвена структура
Социјалну структуру Белизеа обележавају трајне разлике у расподели богатства, моћи и престижа. Због мале величине становништва Белизеа и интимних размера друштвених односа, социјална удаљеност између богатих и сиромашних, иако значајна, нигде није тако велика као у другим карипским и средњоамеричким друштвима, попут Јамајке и Салвадора. Белизеу недостају насилни класни и расни сукоби који су тако истакнути у друштвеном животу суседа из Централне Америке.
Политичка и економска моћ остају у рукама локалне елите. Значајну средњу групу чине народи различитог етничког порекла. Ова средња група не чини јединствену друштвену класу, већ један број група средње и радничке класе, слабо оријентисаних око заједничких ставова према образовању, културној угледности и могућностима за социјалну мобилност навише. Ова веровања и друштвене праксе које они рађају помажу у разликовању средње групе од већине белизејског народа.

#### Жене
Светски економски форум је 2013. године у свом извештају о глобалним родним разликама рангирао Белизе на 101. место од 135 земаља. Од свих земаља Латинске Америке и Кариба, Белизе је заузео 3. место од последњег и имао је најнижи однос жена и мушкараца за упис у основну школу. УН су 2013. године Белизеу дале индекс родне неједнакости од 0,435, сврставајући га на 79. место од 148 земаља.
Од 2013. године 48,3% жена у Белизеу учествује у радној снази, у поређењу са 81,8% мушкараца. 13,3% места у националној скупштини Белизеа попуњавају жене.

## Култура
У белизејском фолклору постоје легенде о Ланг Боби Сузи, Ла Лорона, Ла Сусија, Тата Дуенде, Кс'табај, Ананси, Кстабај, Сисимите и Кадехо.
Већина државних празника у Белизеу су традиционални празници Комонвелта и хришћански, мада су неки специфични за белизејску културу, као што су Дан Гарифуна и Дан хероја и доброчинитеља, некада Дан баруна блаженства. Поред тога, месец септембар се сматра посебним временом националне прославе назване Прославе септембра са целомесечним активностима на посебном календару догађаја. Поред Дана независности и Дана Светог Ђорђа, Кејзијци такође славе Карневал током септембра, који обично укључује неколико догађаја распоређених у више дана, а главни догађај је Карневалски марш, који се обично одржава у суботу пре 10. септембра. У неким областима Белизеа, међутим, Карневал се слави у традиционално време пре Великог поста (у фебруару).

### Кухиња
Белизејска кухиња је спој свих етничких група у нацији и њихове широке разноликости хране. Најбоље би се могло описати као слично мексичкој / средњоамеричкој кухињи и Јамајканској / англо-карипској кухињи, али врло различито од ових подручја, као и белизејским додирима и иновацијама које су преносиле генерације. Све имигрантске заједнице додају разноликост белизејске хране, укључујући индијску и кинеску заједницу.
Белизејска дијета је врло модерна и традиционална. Нема правила. Доручак се обично састоји од хлеба, тортиља од брашна или прженица, које су често домаће. Прженице се једу са разним сиревима, пасуљима "прженим", разним облицима јаја или житарица, заједно са млеком у праху, кафом или чајем. Такоси направљени од тортиља од кукуруза или брашна и месних пита такође се могу конзумирати за обилан доручак од уличног продавца. Главна јела су им од пиринча и пасуља са кокосовим млеком или без њега, тамале, „панаде“ (пржене љуске кукуруза са пасуљем или рибом), месне пите, ескабеше (супа од лука), чимоле (супа), калдо, динстана пилетина и гарначе (пржене тортиље са пасуљем, сиром и сосом) на разне конституисане вечере са одређеном врстом пиринча и пасуља, месом и салатом или купусом. У то време се конзумира и пржена пилетина.
У сеоским подручјима оброци су обично једноставнији него у градовима. Маје за већину оброка користе кукуруз, пасуљ или тиквицу, а Гарифуна обожава морске плодове, касаву (нарочито од хлеба од касаве или Еребу) и поврће. Земља обилује ресторанима и ресторанима брзе хране који продају храну прилично јефтино. Локално воће је прилично често, али сирово поврће са пијаца мање. Оброк је заједништво породица и школа, а нека предузећа се затварају у подне за ручак, а поново се отварају касније поподне. Одрезак је такође уобичајен.

### Музика
Пунта је популаран жанр музике Гарифуна и постала је једна од најпопуларнијих врста музике у Белизеу. Изразито је афро-карипски, а понекад се каже да је спреман за међународну популаризацију попут слично насталих стилова (реге, калипсо, меренге).
Брукдовн је модеран стил белизејске музике везан за калипсо. Развио се из музике и плеса дрвосеча, посебно облика званог буру. Реге и сока, увезени са Јамајке и остатка Западне Индије, реп, хип-хоп, хеви метал и рок музика из Сједињених Држава такође су популарни међу младима Белизеа.

### Спорт
Главни спортови у Белизеу су фудбал, кошарка, одбојка и бициклизам, са мањим бродом тркаћих чамаца, атлетике, софтбола, крикета, рагбија и нетбола. Риболов је такође популаран у приобалним областима Белизеа.
Још један велики годишњи спортски догађај у Белизеу је Ла Рута Маја Белизе Ривер Челенџ, четвородневни кану маратон који се сваке године одржава у марту. Трка траје од Сан Игнација до града Белизеа, на удаљености од 290 km.
На дан Ускрса, грађани Дангриге учествују у годишњем турниру у риболову. Прва, друга и трећа награда додељују се на основу бодовне комбинације величине, врсте и броја. Турнир се емитује преко локалних радио станица, а добитници се додељују новчаним наградама.
Симон Бајлс, добитница четири златне медаље на Летњим олимпијским играма у Рију 2016. године, двојна је држављанка Сједињених Држава и Белизеа, што сматра својим другим домом.

### Национални симболи
Национални цвет Белизеа је црна орхидеја (Prosthechea cochleata, позната и као Encyclia cochleata). Национално дрво је дрво махагонија (Swietenia macrophylla), које је инспирисало национални мото "Sub Umbra Floreo", што значи „Под сенком цветам“. Национална животиња је Баирдов тапир, а национална птица је тукан (Ramphastos sulphuratus).